# Costa Coffee

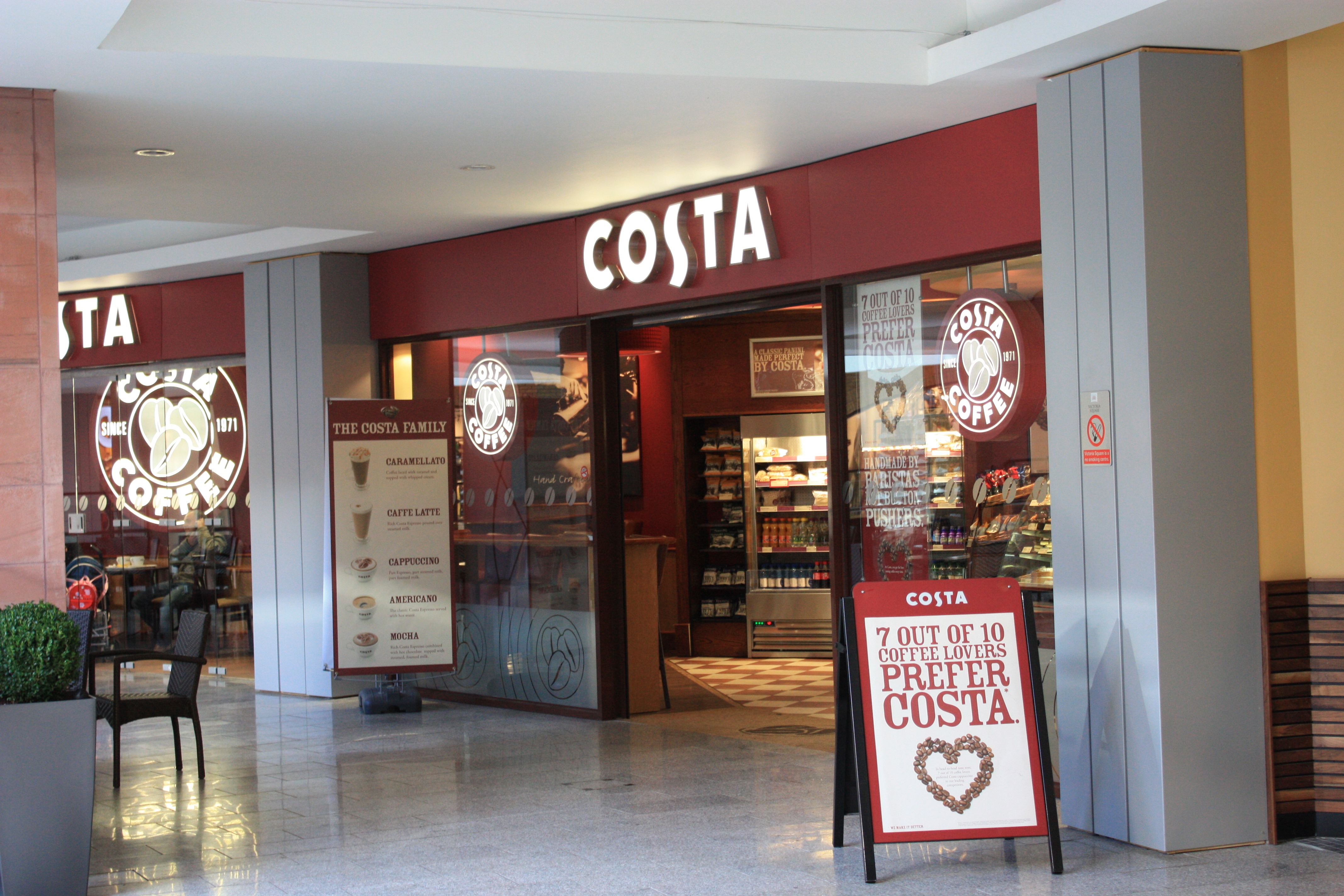
Filiale, Belfast

Costa Coffee ist ein international tätiger Betreiber von Kaffeehäusern mit Sitz in Dunstable, Vereinigtes Königreich. Mit Stand Januar 2011 betrieb Costa Coffee 1175 Filialen im Vereinigten Königreich sowie 442 Filialen in 28 weiteren Ländern. Damit ist Costa Coffee die größte Kaffeehaus-Kette im Vereinigten Königreich und die zweitgrößte Kaffeehaus-Kette weltweit (nach Starbucks).
Das Kaffehaus-Unternehmen war Sponsor und Organisator des ab 1971 jährlich in fünf Kategorien verliehenen britischen Costa Book Awards und des ab 2012 verliehenen britischen Costa Short Story Awards, bis die Vergabe der Preise 2022 eingestellt wurde.
Im August 2018 wurde Costa Coffee von seinem bisherigen Mutterkonzern Whitbread für 3,9 Milliarden Pfund (knapp 4,4 Milliarden Euro) an die Coca-Cola Company verkauft. Im Jahr 2018 betrieb Costa Coffee bereits rund 3400 Filialen in mehr als 30 Ländern.